# Милтън Ериксън
Милтън Хайланд Ериксън (на английски: Milton Hyland Erickson) е американски психиатър специализирал медицинска хипноза и фамилна терапия. Той е основател и президент на Американското общество за клинична хипноза и член на Американската психиатрична асоциация, Американската психологическа асоциация и Американската психопатологическа асоциация. Той е прочут с подхода си към несъзнаваното като творческо и генериращо решения. Също е прочут с влиянието си върху Краткотрайната терапия, Стратегическата фамилна терапия, Фамилна системна терапия, Краткотрайна терапия фокусирана върху решението и Невролингвистично програмиране.

## Книги
- Hypnotic Realities ISBN 0-8290-0112-3 (With Ernest L. Rossi)
- Hypnotherapy – An Exploratory Casebook ISBN 0-8290-0244-8 (With Ernest L. Rossi)
- Experiencing Hypnosis ISBN 0-8290-0246-4 (With Ernest L. Rossi)
- The Practical Application of Medical and Dental Hypnosis ISBN 0-87630-570-2 (with Seymour Hershman and Irving I. Secter) (out of print)
- Time Distortion in Hypnosis ISBN 1-899836-95-0 (With Linn F. Cooper)

Неговите клинични писания са събрани в четири тома:
- Collected Papers on Hypnosis: Volume 1 – Nature of Hypnosis and Suggestion ISBN 0-8290-1206-0 (Ernest L. Rossi, Editor)
- Collected Papers on Hypnosis: Volume 2 – Sensory, Perceptual and Psychophysiological Processes ISBN 0-8290-1207-9 (Ernest L. Rossi, Editor)
- Collected Papers on Hypnosis: Volume 3 – Hypnotic Investigation of Psychodynamic Processes ISBN 0-8290-1208-7 (Ernest L. Rossi, Editor)
- Collected Papers on Hypnosis: Volume 4 – Innovative Hypnotherapy ISBN 0-8290-1209-5 (Ernest L. Rossi, Editor)

- note, these four volumes are sometimes made available digitally under the misleading (and erroneous) name 'Complete Works'.